# Brian H. Dierker
Brian H. Dierker (Flagstaff, 13 settembre 1955) è un attore e consulente statunitense, esperto di rafting che lavora come consulente per il mondo del cinema.

## Biografia
Nato in Arizona, ultimo di sei figli, e cresciuto nei pressi del Grand Canyon, Dierker ha avuto modo di diventare un esperto di rafting, solcando le acque del fiume Colorado, partendo da un livello agonistico, nel 1970, fino a raggiungere livelli professionistici. Dierker è anche socio di una società, la Humphrey Summit Support, atta alla salvaguardia ambientale e al sostegno logistico di un progetto situato nel Grand Canyon.
Da anni lavora parallelamente per il mondo del cinema, come consulente per le riprese in acqua. Dopo aver lavorato come consulente per il film The River Wild - Il fiume della paura, nel 2006 viene contattato da Sean Penn come consulente del suo film Into the Wild - Nelle terre selvagge. Ben presto il regista lo convince a debuttare come attore, affidandogli la parte dell'hippy Rainey, che gira gli Stati Uniti assieme alla compagna Jan, interpretata da Catherine Keener. Nel 2011 prende parte al film Amici, amanti e... di Ivan Reitman.